# Göttlesbrunn-Arbesthal
Göttlesbrunn-Arbesthal è un comune austriaco di 1 382 abitanti nel distretto di Bruck an der Leitha, in Bassa Austria.